# Paul Ivoire
Pour les articles homonymes, voir Ivoire (homonymie).
Œuvres principales
- Série Poules, Renards, Vipères
- Série "l'école des rêves"
- À chacun son rêve
- Mamie Cascade

Paul Ivoire, né en 1968 à Abidjan, est un écrivain français, auteur de romans et d'ouvrages pour la jeunesse.

## Biographie
Après des études scientifiques, Paul Ivoire devient agronome. Père de quatre enfants, il change de métier et devient père au foyer. La trilogie de littérature de jeunesse Poules, Renards, Vipères est son premier succès (plus de 19 000 exemplaires vendus). Le premier tome, Albin, est récompensé en 2019  par le prix Citrouille verte (un prix créé et décerné par des enfants). Une nouvelle série, L'école des rêves est parue entre juin 2020 et juin 2021.
Du côté des publications pour adultes, le roman À chacun son rêve est d'abord publié sur la plateforme numérique Librinova puis, successivement, chez les éditeurs Anne Carrière et Le livre de poche.

## Publications

### Romans
- À chacun son rêve, Anne Carrière, 2017, Le livre de poche, 2018
- Mamie Cascade, Anne Carrière, 2019
- Double Axel, Librinova
- Quand reviendront les cygnes, Librinova

### Romans pour la jeunesse
Série Poules, Renards, Vipères
1. Albin, Poulpe Fictions, 2017
2. Zora, Poulpe Fictions, 2018
3. Célis, Poulpe Fictions, 2018

#### SérieL'école des rêves
1. La promotion Neptune, Poulpe Fictions, 2020
2. Les voyageurs, Poulpe Fictions, 2021
3. Le tableau des Enfers, auto édition, 2024

### Premier roman
- L’Arbre qui ne voulait pas perdre ses feuilles, Poulpe Fictions, 2021 - illustré par Anna Griot

## Récompenses
- 2018 : Prix jeunesse du salon "Livres dans la Boucle" de Besançon, catégorie CM1-CM2 [2]
- 2018 : Prix jeunesse du salon de Saint-Maur en poche.
- 2019 : Prix du livre élu de l'académie de Besançon, catégorie CE2-CM1 [3]
- 2019 : Prix "coup de pouce" de la ville d'Eaubonne, catégorie CE2-CM1
- 2019 : Prix Citrouille Verte (MLC de Cesson Vert-Saint-Denis) pour Poules, Renards, Vipères : Albin[4]
- 2023 : Prix "Livre Mon Ami" (prix de littérature jeunesse de Nouvelle-Calédonie décerné par les élèves de CM2-6ème) pour Poules, Renards, Vipères : Albin[5]